# Ivica Šerfezi
Ivica Šerfezi (Zagreb, 1. prosinca 1935. – Zagreb, 29. svibnja 2004.) bio je poznati hrvatski kantautor i pjevač zabavne glazbe.

## Životopis
Počeo je pjevati u plesnim dvoranama, a prvi veći uspjeh postigao je na stadionu NK Dinama uz Domenica Modugna. Bio je profesor zemljopisa i tjelesnog odgoja, govorio je ruski, engleski i njemački jezik. U 46 godina dugoj, kako je sam volio reći, zabavljačkoj, a ne pjevačkoj karijeri, Šerfezi je nanizao 15 zlatnih ploča i milijunske naklade u suradnji sa skladateljem Nikicom Kalogjerom, i u duetu s Ljupkom Dimitrovskom. Bio je iznimno uspješan pjevač koji je 60-ih godina u SSSR-u izgradio zapaženu karijeru i zvjezdani status rasprodavši svojevremeno 150-ak koncerata. U toj državi je jedan od njegovih singlova 13. na ljestvici najprodanijih u razdoblju od 1974. do 1993. s preko 270 000 kopija, što Šerfezija čini jedinim hrvatskim pjevačem koji je to postigao. Imao je velike turneje po SSSR-u i DDR-u, a tijekom gostovanja u SAD-u snimio je album. "Šerfa", kako su ga prijatelji zvali, bio je podjednako uspješan i predan sportaš. Uz zapaženu tenisku karijeru, Šerfezi je bio i odličan igrač golfa, redoviti posjetitelj nogometnih utakmica te zaljubljenik u hokej na ledu. Uz sjećanje na "zlatnog dečka domaće estrade" i jednog od posljednjih glazbenih kavalira, zauvijek će ostati i nezaboravne pjesme i stihovi poput "Suze liju plave oči", "Ruže su crvene, (tajne su skrivene, slatka je muzika, ali nije kao ti)", "Ximeroni" itd.
On je bio prvi hrvatski pjevač u kojem su se posve skladno utjelovili zahtjevi popularne (estradne) umjetnosti: glasovna kompetentnost, fizička privlačnost, šoumenski dar. Prethodna generacija, predvođena bardom Ivom Robićem, a i dobar dio Šerfezijeva naraštaja (ponajviše Vice Vukov) slijedio je starinski način interpretacije, opterećen dokazivanjem iznimnosti vokalnog raspona, tj. posve tehničkom stranom pjevanja. Ivica Šerfezi je zajedno s Ivicom Krajačem i Nikicom Kalogjerom, u hrvatsku popularnu glazbu unio nov, moderni senzibilitet, čije je osnovno obilježje prirodnost vokalne izvedbe i aranžerska sudržanost odnosno funkcionalnost. Nije čudno da je upravo Šerfezi prvi u nas snimio prepjev rock’n’roll -standarda Jerryja Leibera i Mikea Stollera  Kansas City, kao i da je njegov repertoar sadržavao znatan broj meksičkih i grčkih pjesama; iako mu je rock-senzibilitet bio dalek i premda je u tadašnjoj Jugoslaviji bilo pjevača kojima je meksički i grčki melos bolje ležao, Šerfezi je s tim modusima dijelio spontanost izvedbe, načelnu modernost koja se nije nužno oslanjala na tehničku virtuoznost vokalne interpretacije, nego na ugođajnu odnosno emocionalnu sugestivnost.
Početkom Domovinskog rata Ivica Šerfezi priključuje se "Croatian Music Aidu" (kasnije Hrvatska glazbena unija), neprofitnoj humanitarnoj organizaciji, koja je održavala humanitarne koncerte i prikupljala pomoć, a nastupio je s hrvatskim glazbenicima i na koncertu "Moja Domovina" povodom međunarodnog priznanja hrvatske državnosti, 16. siječnja 1992. godine u dvorani Vatroslava Lisinskog.
Samo nekoliko dana prije smrti, Ivica Šerfezi održao je svoj posljednji koncert u Dubrovniku, a već je imao dogovorenu ljetnu turneju na Jadranu i jesensku turneju po njemačkim gradovima s Ljupkom Dimitrovskom.

## Diskografija
- Jukebox (EP, Jugoton, 1961.)
- Meerblaue Augen / Anna-Tereza (singl, AMIGA)
- Ivica Šerfezi (EP, Jugoton, 1964.)
- Crvene Ruže / Ja Za Ljubav Dosad Nisam Znao (singl, Jugoton, 1964. – sa skupinom Crveni koralji)
- Vrati mi srce (EP, Jugoton, 1966.)
- Želja (EP, Jugoton, 1966.)
- Suze liju plave oči (EP, Jugoton, 1966.)
- Marija Elena (EP, Jugoton, 1967.)
- Bimbo (EP, Jugoton, 1967.)
- Pjeva djeci (EP, Jugoton, 1967.)
- Reci ljubavi (EP, Jugoton, 1968.)
- Vjerovali ili ne / Kad si otišla drugom (singl, Jugoton, 1969.)
- Sjećanja na rodni kraj (International Artists, 1969.)
- Jos su tople tvoje suze (singl, Jugoton, 1970.)
- Pijan Od Tvoje Ljubavi (singl, Jugoton, 1970.)
- Ja Ljubim / Ja Želim Svoj Dom (singl, Jugoton, 1971.)
- Yupi Yupi Ya / Ti Si Moja Sudbina (singl, Jugoton, 1971.)
- Žena naj bo doma (singl, 1971.)
- Mihaela / Hojla Di, Hojla Da (singl, Jugoton, 1972.)
- Vrati se Mirjana (singl, Jugoton, 1972.)
- Draga, isplači svoju bol (singl, Jugoton, 1972.)
- Sviraj mi gitaro ("VŠS '73") / Bilo i prošlo je (singl, Jugoton, 1973.)
- Unter sudlicher Sonne (album, AMIGA, 1973. – s Đanijem Maršanom)
- Ivica Šerfezi (album, Jugoton, 1973.)
- Ivica Šerfezi (album, AMIGA, 1974.)
- Odlazi jedan brod (ZKP RTV Ljubljana, 1974.)
- Svatko ljubi kako zna (singl, Jugoton, 1975.)
- Vratit ću se jednog dana (Jugoton, 1975.)
- Poet Ivica Šerfezi (Ивица Шерфези – Поет Ивица Шерфези) (МЕЛОДИЯ С60-05843-44, 1975.)
- Svijet je lijep (ZKP RTV Ljubljana, 1976.)
- U dvoje je ljepše (Jugoton, 1977.)
- Serenada za tebe (Jugoton, 1977.)
- Djevojko mala (singl, Jugoton, 1977.)
- Pisma lijepa, pisma duga (singl, Jugoton, 1977.)
- Malaika (singl, Jugoton, 1977. – s Ljupkom Dimitrovskom)
- Poet Ivica Šerfezi (Ивица Шерфези – Поет Ивица Шерфези) (МЕЛОДИЯ C60-10265-66, 1978.)
- Serenade Für Dich (album, AMIGA, 1979.)
- Zbogom, Marija (Santa Marija) (singl, Jugoton, 1981.)
- Šapni mi (Jugoton, 1982.)
- Moj život, moje pjesme (Jugoton, 1983.)
- Du Sprachst Von Liebe (album, AMIGA, 1983.)
- Wo Der Wildbach Rauscht – Alpenklänge Mit Ljupka & Ivica (album, AMIGA, 1985.)
- Pjesme južnih mora (Jugoton, 1987.)
- Božić u obitelji (Jugoton, 1987.)
- Romantično (Croatia Records, 1994.)
- Gold-mix Šerfezi (Unigraf Muzika Ljubljana, 1997.)
- V dvoje je lepše, Ljupka in Ivica, (Unigraf Muzika Ljubljana, 1999.)
- Pjesme za dušu (2001.)
- Moj život, moje pjesme (Croatia Records, 2004.)
- Zlatne pjesme zlatnog dečka (Slovenija Records, 2004.)
- Vječni Šerfa – Zadnja želja (Maestro, 2005, reizdanje 2007.)
- The Platinum Collection (Croatia Records, 2008)

## Vanjske poveznice
- Nastup na Večerima dalmatinske šansone 2001. godine
- Vjesnik[neaktivna poveznica] (PDF)
- Mladina "Umrl je Ivica Šerfezi, zlati dečko hrvaške estrade"  Arhivirana inačica izvorne stranice od 3. svibnja 2008. (Wayback Machine)